# Епархия Ориньюса
Епархия Ориньюса (лат. Dioecesis Parvauratana) — епархия Римско-Католической церкви с центром в городе Ориньюс, Бразилия. Епархия Ориньюса входит в митрополию Ботукату. Кафедральным собором епархии Ориньюса является церковь Милосердного Иисуса.  

## История
30 декабря 1998 года Римский папа Иоанн Павел II издал, которой учредил епархию Ориньюса, выделив её из aрхиепархии Ботукату и епархий Асиса и Итапевы. 

## Ординарии епархии
- епископ Salvatore Paruzzo (1998 — по настоящее время)

## Источник
- Annuario Pontificio, Ватикан, 2007
- Булла Ad aptius consulendum  (лат.)